# آتو (کمیک)
آتو (انگلیسی: Uatu) که اغلب به عنوان ناظر شناخته می‌شود، یک شخصیت خیالی در کتاب‌های کمیک آمریکایی منتشر شده توسط مارول کامیکس است. وی که به استن لی و جک کربی ساخته شده‌است، اولین بار در چهار شگفت‌انگیز شماره ۱۳ (آوریل ۱۹۶۳) ظاهر شد.
وی یکی از اعضای ناظران است، که آنها یک گونه فرازمینی هستند که در گذشته‌های دور خود را برای نظارت بر فعالیت گونه‌های دیگر در فضا در سیارات دیگر خود را مستقر می‌کردند. آتوی ناظر برای نظارت بر زمین و منظومه شمسی آن انتخاب شده‌است.
این شخصیت در رسانه‌های دیگر، مانند بازی‌های ویدئویی، اسباب بازی‌ها و تلویزیون اقتباس شده‌است.
جفری رایت در سریال انیمیشنی دنیای سینمایی مارول به نام چه می‌شود اگر … ؟ آتو را صداپیشگی خواهد کرد  این سریال در دیزنی پلاس درحال پخش می‌باشد و در روزهای چهارشنبه پخش خواهد شد.